# Alan Lloyd Hodgkin
Alan Lloyd Hodgkin (Banbury, Inglaterra, 5 de febrero de 1914-Cambridge, Inglaterra, 20 de diciembre de 1998) fue un fisiólogo y biofísico británico que ganó en 1963 el Premio Nobel de Fisiología o Medicina por su trabajo con Andrew Fielding Huxley en las bases del potencial de acción, de los nervios, los impulsos eléctricos que habilitan la actividad del organismo y su coordinación del sistema nervioso central.

## Biografía
Hodgkin nació en Banbury, Oxfordshire, el 5 de febrero de 1914. Estudió en la Escuela Gresham y en el Trinity College (Cambridge). Archibald V. Hill, que revisó su tesis, le pasó una copia a Gasser, quien le invitó a trabajar en su laboratorio del Instituto Rockefeller de Nueva York. Durante ese periodo (1937-1938), Hodgkin pasó varias semanas con K. S. Cole en Woods Hole, donde aprendió a diseccionar axones de calamar.
En 1938, durante su estancia en el Instituto Rockefeller, Hodgkin conoció a Peyton Rous, el distinguido patólogo, y llegó a conocer a su familia. Hodgkin y Marion Rous, hija de Peyton Rous, se casaron en 1944, durante una breve visita a Estados Unidos en tiempos de guerra. Vivieron en Cambridge desde 1945 y tienen tres hijas y un hijo.

## Trayectoria
Regresó a Cambridge en 1938 y al año siguiente inició una colaboración con Andrew F. Huxley. Durante los primeros meses de la guerra, Hodgkin trabajó en medicina aeronáutica con Matthews en Farnborough y, de febrero de 1940 a julio de 1945, en diversos lugares de Inglaterra, en radares aerotransportados. También participó en el proyecto de desarrollo del radar centrimétrico en el Telecommunications Research Establishment (TRE).
Tras la guerra, Hodgkin regresó a Cambridge, donde ocupó un puesto de profesor en el Laboratorio de Fisiología; A. F. Huxley volvió y continuaron la colaboración anterior. La mayoría de los experimentos sobre fibras nerviosas gigantes tuvieron que realizarse en una estación marina, y desde 1947 Hodgkin pasó normalmente dos o tres meses al año en el Laboratorio de la Asociación Biológica Marina, en Plymouth, donde recibió mucha ayuda del director y del personal de ese laboratorio.
Hodgkin y Huxley compartieron el premio ese año con John Carew Eccles, quien fue citado por su investigación de sinapsis. El descubrimiento de Hodgkin y Huxley permitió la teoría del canal iónico, que fue confirmada varias décadas después.
Fue presidente de la Royal Society (1970-75).

## Premios y reconocimientos
En 1963 le fue concedido el Premio Nobel de Fisiología y Medicina, que compartió con Andrew Huxley y el australiano John Carew Eccles.
Entre los honores y premios que ha recibido Hodgkin cabe mencionar los siguientes Medalla Real de la Royal Society, 1958; Medalla Copley de la Royal Society, 1965; Miembro de la Real Academia Danesa de Ciencias, 1964; Miembro Extranjero de la American Academy of el australianoina" Miembro Honorario de la Indian National Science Academy; doctor honoris causa de las Universidades de Berna y Lovaina; doctor honoris causa de las universidades de Sheffield, Newcastle, E. Anglia, Manchester, Leicester y Londres. Recibió el título de KBE en la ceremonia de Año Nuevo de 1972. En 1972 fue nombrado Caballero por la reina Elisabet II y en 1973 ingresó en la Orden del Mérito.

## Algunas publicaciones
- Hodgkin, A.L.; Huxley, A.F., Katz, B- (1952) Measurement of current-voltage relations in the membrane of the giant axon of Loligo. (3.2MB) J. of Physiology, 116: 424-448.

- Hodgkin, A.L.; Huxley, A.F. (1952) Currents carried by sodium and potassium ions through the membrane of the giant axon of Loligo. (3.4MB) J. of Physiology, 116: 449-472.

- Hodgkin, A.L.; Huxley, A.F. (1952) The components of membrane conductance in the giant axon of Loligo. (6.9MB) J. of Physiology, 116: 473-496.

- Hodgkin, A.L.; Huxley, A.F. (1952) The dual effect of membrane potential on sodium conductance in the giant axon of Loligo. (2.6MB) J. of Physiology, 116: 497-506.

- Hodgkin, A.L.; Huxley, A.F. (1952) A quantitative description of membrane current and its application to conduction and excitation in nerve. (12.8MB) J. of Physiology, 117(4): 500-544.